# Стан вихрового кільця
Стан вихрового кільця — це небезпечний стан вертольота у режимі висіння або за малої горизонтальної швидкості, за якого слабшає низхідний потік (скіс потоку), створений несним гвинтом.

## Загальні пояснення

### Індукована швидкість
Несний гвинт вертольота, що приводиться у рух двигуном або турбіною, створює зону зниженого тиску безпосередньо над площиною обертання гвинта (це умовна поверхня, на якій обертаються лопаті) і зону підвищеного тиску під нею. При цьому повітряна маса втягується крізь площину обертання гвинта, і несний гвинт, в залежності від кута атаки лопатей, спрямовує її донизу. Цей технічний низхідний потік також називається скосом потоку.
Швидкість, з якою несний гвинт спрямовує повітряну масу донизу, називається індукованою швидкістю (походить від латинського inductio (введення). Скорочено вона позначається vi та вимірюється у метрах в секунду (м/с). Для вертольотів у режимі висіння (v i0) вона становить, як правило, близько 6 м/с (= близько 21,5 км/год). :62

Витрата повітря у режимі висіння

 Об'ємна витрата повітря у режимі висіння розподілена по лопаті нерівномірно. На середині лопаті вона вища, ніж на кінці та на основі лопаті. :201 Це так звана нерівномірна індукована швидкість. :64 Розподіл індукованої швидкості на лопатях гвинта позначається як vir, де r означає поточний радіус гвинта у метрах. :XX f., 64

### Перпендикулярна (вертикальна) швидкість польоту
«Вертикальна» швидкість визначається тут як спрямована перпендикулярно до поверхні землі, тобто до центру Землі.
Перпендикулярна або вертикальна повітряна швидкість (також швидкість зниження) — це спрямована до землі вертикальна швидкість вертольота. Позначається як vz :XXI і вимірюється у метрах за секунду. Для вертольотів вона зазвичай становить 2,5 м/с. :53

Витрата повітря під час зниження

 Завдяки вертикальній швидкості, у режимі висіння генерується повітряний потік, який протидіє скосу потоку. Оскільки в області голівки гвинта об'ємна витрата повітря є меншою, ніж посередині лопаті, то прискорення повітряної маси (в залежності від вертикальної швидкості вертольота) частково компенсується зустрічним повітряним потоком, або навіть спрямовується в протилежний бік. :203

### Горизонтальна повітряна швидкість
Горизонтальною швидкістю називається повітряна швидкість, спрямована паралельно до землі. Вона також називається істинною повітряною швидкістю або фактичною швидкістю відносно землі, та вимірюється у вузлах (kn).

## Поведінка повітряного потоку вертольота

### Утворення вихорів на лопаті несучого гвинта

Ламінарне обтікання профілю ротора

В аерогідродинаміці циркуляційні потоки флюїдів (газу або рідини) називаються вихором або воронкою. Вихор утворюється, коли у флюїді створюється достатньо велика різниця у швидкості, так що частина газу або рідини рухається значно швидше, ніж решта.
Навколо лопатей, що обертаються, утворюється ламінарний потік, тож шари повітря, які проходять уздовж поверхні лопатей, не змішуються один з одним. Однак лопаті гвинта мають, залежно від їхнього кута атаки, опір тертя, котрий призводить до утворення вихорів на лопатях гвинта. Більший кут атаки призводить до більшого опору тертя, а отже, до утворення більших вихорів.
Вихор відхиляється від потоку в залежності від величини його енергії, яку він  перетворює у теплову енергію. У режимі висіння втрата потужності через вихори на кінцях лопатей становить від 2 до 4%. :51

### Утворення стану вихрового кільця на несучому гвинті

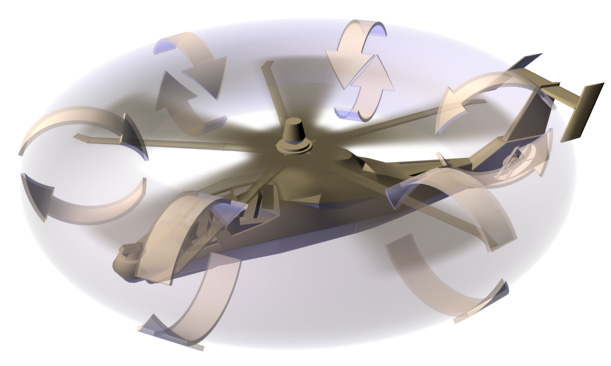
Тривимірне зображення вихрового кільця

Вихори на кінцях лопатей утворюються перш за все у режимі висіння. За високої вертикальної швидкості польоту — у режимі висіння у зоні від {\displaystyle {\tfrac {1}{4}}} до {\displaystyle {\tfrac {5}{4}}} індукованої швидкості -, частина спрямованих донизу повітряних мас рухається назовні повз несний гвинт, знову всмоктується згори, і з прискоренням рухається донизу, так що її індукована швидкість додатково збільшується. Цей процес також називають рециркуляцією . :53
Вихори на кінцях лопатей взаємодіють один з одним, коли вертикальна швидкість досягає приблизно {\displaystyle {\tfrac {1}{4}}} індукованої швидкості. Якщо вертикальна швидкість зростає до {\displaystyle {\tfrac {3}{4}}} індукованої швидкості, взаємодія між вихорами зростає настільки, що у площині обертання гвинта, навколо кінців лопатей, утворюється замкнуте вихрове кільце. :63 Воно розширюється всередину вздовж лопатей і має форму тора.

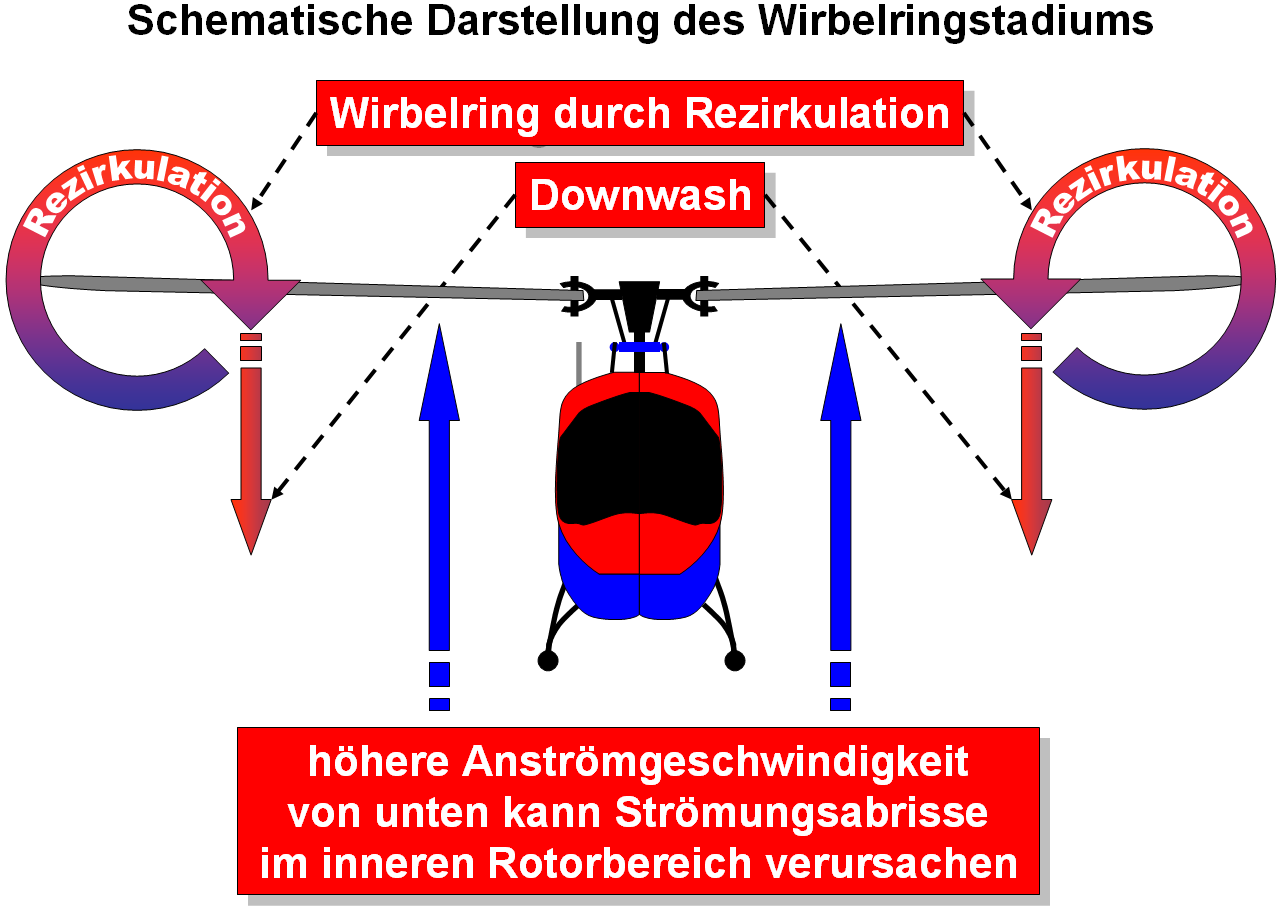
Схематичне зображення стадії вихрового кільця

Таким чином, підйомна сила, створена несним гвинтом, зменшується і швидкість зниження зростає. Вертоліт потрапляє в порочне коло зниження підйомної сили, що призводить до збільшення швидкості зниження і, як наслідок, посилення рециркуляції у зв'язку зі збільшенням вихрового кільця. Це може призвести до майже повної втрати підйомної сили, а отже, до падіння вертольота.
Вихрове кільце не впливає на внутрішню зону гвинта, (тобто на зону навколо голівки гвинта). Однак при цьому, внаслідок вищої швидкості зниження, швидкість набігаючого потоку, спрямованого знизу на лопаті гвинта, збільшується, що може призвести до звалювання у внутрішній зоні гвинта і подальшого зменшення підйомної сили. Ця зона звалювання зростає назовні вздовж лопаті, разом зі збільшенням вихрового кільця, аж поки ці дві зони не поширяться на усю лопать. :70

## Причини, наслідки і заходи протидії

### Небезпечні типові умови
Утворенню стадії вихрового кільця сприяють певні типові умови. Це:
- горизонтальна швидкість, менша за 10 вузлів[5] :59 (= 18,5 км/год) або вертоліт спускається за сильного попутного вітру та
- вертикальна швидкість є більшою за {\displaystyle {\tfrac {1}{4}}} індукованої швидкості (приблизно 1,5 м/с)[5] :59[4] :70 або
- вертикальна швидкість (vz) становить від {\displaystyle {\tfrac {1}{4}}} до {\displaystyle {\tfrac {5}{4}}} індукованої швидкості (v i0) та
- потужність двигуна/турбіни є більшою за 20% від максимальної потужності.[5] :59

### Вплив стану вихрового кільця
Якщо вертоліт летить у стані вихрового кільця, з'являється сильна вібрація, особливо в області голівки гвинта. Крім того, рух вертольота важче контролювати внаслідок рециркуляції, викликаної неправильним набігаючим потоком над гвинтом та нерівномірними ексцентричними низхідними потоками під гвинтом.
Продуктивність турбіни чи двигуна вертольота майже повністю перетворюється на зростаюче прискорення повітряних мас в вихровому кільці, не створюючи при цьому помітної підйомної сили. Вертикальна швидкість може збільшитися до 10 м/с (= 36 км/год) і більше, що в чотири рази перевищує звичайну швидкість зниження. :70

### Дії пілотів
Якщо пілот вертольота відчуває ознаки стану вихрового кільця, то він повинен реагувати дуже швидко, щоб запобігти аварії. Особливо це стосується заходу на посадку.
Оскільки збільшення кількості обертів гвинта, а також кута атаки лопатей з метою збільшення підйомної сили лише погіршує стан вихрового кільця (див. вище: «порочне коло»), пілоту залишається — за умови достатньої керованості вертольота — тільки збільшити горизонтальну швидкість (зазвичай уперед, але також убік або назад), щоб стабілізувати вертоліт.
Внаслідок (горизонтального) руху вперед, назад або вбік рециркуляція на кінцях лопатей зменшується та, за сприятливих обставин, вихрове кільце зникає. Це призводить до збільшення підйомної сили і зменшення вертикальної швидкості.
Якщо вертоліт ще знаходиться на достатній висоті над землею, пілот може перейти у режим авторотації. Несний гвинт, що вільно обертається завдяки набігаючому знизу потоку повітря (без участі двигуна або турбіни) більше не спрямовує прискорений потік повітря донизу, тож рециркуляція переривається. :204

## Нещасні випадки, спричинені станом вихрового кільця

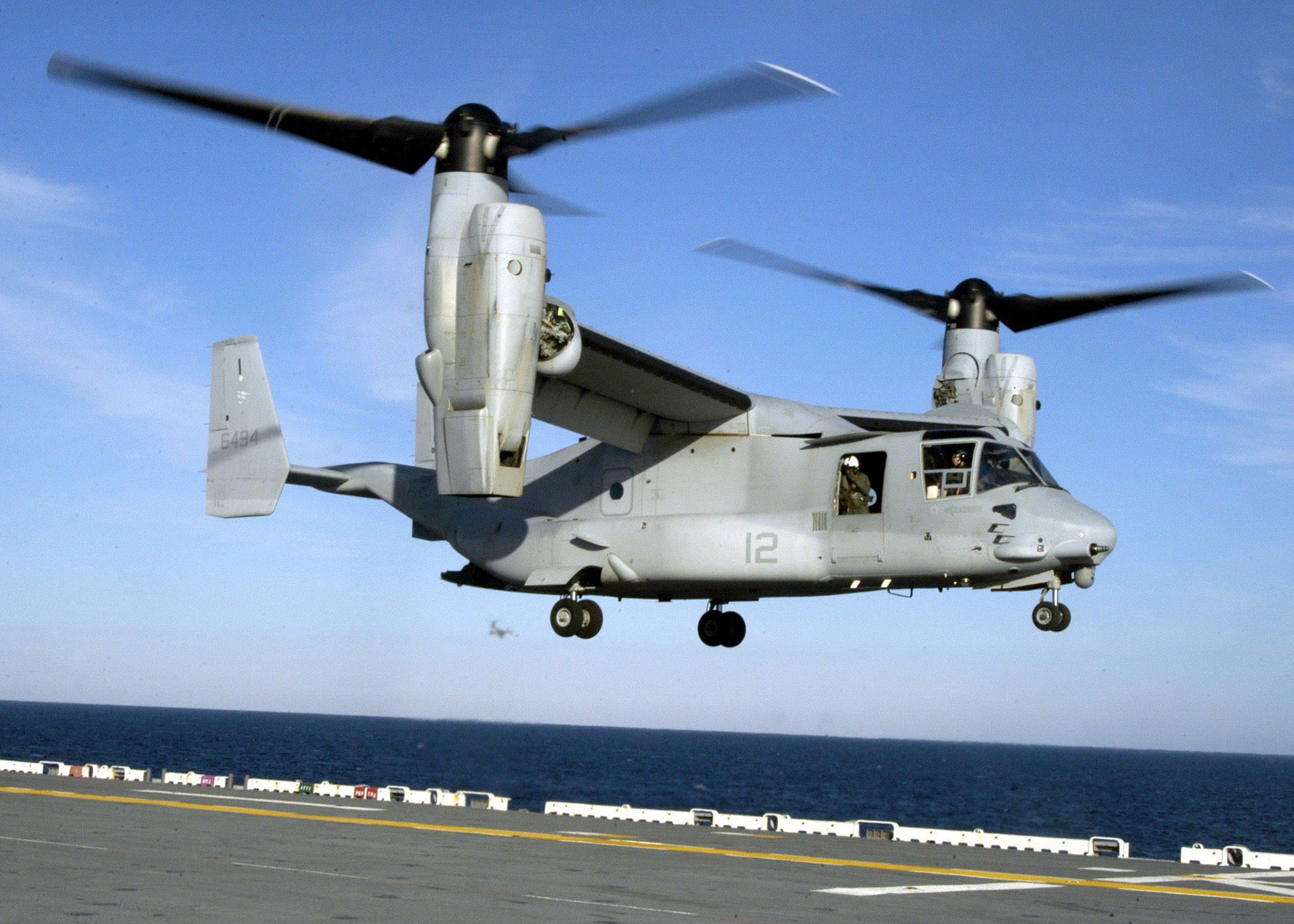
V-22 Osprey заходить на посадку

Конвертоплан Bell-Boeing V-22 впав 8 квітня 2000 року внаслідок стадії вихрового кільця.
Вертоліт Robinson R44 розбився 24 жовтня 2010 року в Альтенбекені, впавши на вулицю приблизно з десятиметрової висоти. Серед пасажирів була німецька поп-співачка Анна-Марія Циммерман, котра сильно постраждала в аварії. Німецьке федеральне бюро розслідувань авіаційних подій проаналізувало цей випадок та дійшло висновку, що до аварії призвів ряд факторів, у тому числі стан вихрового кільця.
Один з двох модифікованих вертольотів UH-60, використаних у спробі затримання Усами бен Ладена під час операції «Спис Нептуна» 2 травня 2011 року, у режимі висіння опинився у стані вихрового кільця. Під час вимушеної посадки вертоліт зіткнувся зі стіною будинку та розбився. Він був підірваний та залишений спецзагоном ВМС США «Морські котики».

## Стадія вихрового кільця на хвостовому гвинті
За певних несприятливих умов, хвостовий гвинт може потрапити у стан вихрового кільця. Найчастіше це стається, коли прискорена повітряна маса (повітряний струмінь), спрямована хвостовим гвинтом убік, внаслідок
- швидшого обертання вертольота у режимі висіння навколо вертикальної осі в напрямку повітряного потоку, створеного хвостовим гвинтом,
- швидкого зміщення завислого вертольота у напрямку повітряного потоку, створеного хвостовим гвинтом,
- сильного бічного вітру, що дме у напрямку, протилежному до повітряного потоку, створеного хвостовим гвинтом

зустрічається з протилежно спрямованою повітряною масою. :63 Хвостовий гвинт стає неефективним, а у гіршому випадку вертоліт стає некерованим.
Втім, можна спробувати збільшити горизонтальну швидкість уперед. Внаслідок ефекту флюгера, що впливає на аеродинамічні стабілізатори (схильність літального апарата обертатися навколо свого центру ваги та вирівнювати своє положення за вітром, щоб звести до мінімуму аеродинамічний опір) , вертоліт стабілізується. Внаслідок зміненого повітряного потоку, створеного хвостовим гвинтом, рециркуляція на кінцях лопатей хвостового гвинта знижується та, за сприятливих обставин, вихрове кільце зникає. :63
Вертоліт, в якому фенестрон компенсує момент рискання завдяки розташуванню лопатей у повітропроводі, практично не схильний до утворення стадії вихрового кільця на хвостовому гвинті. :63